# 什普峰
76°40′S 159°35′E / 76.667°S 159.583°E
什普峰（英語：Ship Cone）是南極洲的山峰，位於奧次地，處於唐羅峰以南1.6公里，屬於阿倫山中蒂爾曼嶺的一部分，由新西蘭的研究隊探測和命名，現時由南極條約體系管理。